# Tulbing
Tulbing is een gemeente in de Oostenrijkse deelstaat Neder-Oostenrijk, gelegen in het district Tulln (TU). De gemeente heeft ongeveer 2500 inwoners. Eduard Eckerl, en de gemeenteraad heeft 21 zetels. Deze zijn verdeeld over de ÖVP (12), SPÖ (6), FPÖ (2) en Bürgerforum (1).

## Geografie
Tulbing heeft een oppervlakte van 18,36 km². Het ligt in het noordoosten van het land, ten noordwesten van de hoofdstad Wenen.
Absdorf · Atzenbrugg · Fels am Wagram · Grafenwörth · Großriedenthal · Großweikersdorf · Judenau-Baumgarten · Kirchberg am Wagram · Königsbrunn am Wagram · Königstetten · Langenrohr · Michelhausen · Muckendorf-Wipfing · Sieghartskirchen · Sitzenberg-Reidling · Sankt Andrä-Wördern · Tulbing · Tulln an der Donau · Würmla · Zeiselmauer-Wolfpassing · Zwentendorf an der Donau
- Gemeinsame Normdatei: 4210865-2
- MusicBrainz: 12d8a728-493f-47fc-8793-0c942d96e3e0
- Virtual International Authority File: 239955106
- WorldCat: E39PBJbRfVJRBGXBWRYKqH97HC